# Itame marginata
Itame marginata är en fjärilsart som beskrevs av Lucas 1959. Itame marginata ingår i släktet Itame och familjen mätare. Inga underarter finns listade i Catalogue of Life.